# Lugal-Ane-Mundu
Lugal-Anne-Mundu (segle xxv aC) fou el rei més important de la ciutat estat d'Adab a Sumer i hauria exercit breument l'hegemonia sobre una part del país segons li atribueix la llista de reis sumeris que li assigna un regnat de 90 anys i el situa entre la segona dinastia d'Ur i la dinastia de Mari. Hi ha poques inscripcions contemporànies del rei i és principalment conegut per texts posteriors que haurien estat copiats d'inscripcions seves. La seva hegemonia es va enfonsar a la seva mort. Segons la llista de reis sumeris la reialesa va passar a Mari però probablement els temps no estaven ben establerts pels escribes i només el darrer rei de la dinastia de Mari, Sharrum-Iter, hauria exercit l'hegemonia darrera d'Adab. Amb l'enfonsament d'Adab diverses ciutats es van fer altre cop independents com Lagash (sota Lugalanda), Akshak (que després va suplantar a Mari en l'hegemonia potser sota Puzur-Nirah), i Umma (sota Lugal-zage-si, que va crear un imperi).

## Inscripció de "Lugal-Ane-Mundu"
Una inscripció fragmentaria de la que es coneixen només dos còpies datades en els regnats d'Abi-Eshuh i Ammi-Saduqa, va dominar els Quatre Cantons del Món, és a dir tot el Creixent Fertil de la Mediterrània a les muntanyes Zagros. El seu imperi hauria inclòs les províncies d'Elam, Marhashi, Gutium, Subartu, la terra de les "Muntanyes de Cedres" (Líban), Amurru o Martu, "Sutium" (potser el territori dels suteus?), i la Muntanya d'E-anna" (Uruk amb el seu ziggurat. Segons la inscripció va fer que els pobles de totes les terres visquessin en pau com en un part. També esmenta que va enfrontar a una coalició de 13 governadors o caps rebels dirigida per Migir-Enlil de Marhashi; els noms dels 13 són considerats semítics. La primera trabscripció la va fer Arno Poebel el 1909 però encara no va poder determinar qui era el rei que va donar només com "Lugal[.....]ni-mungin". Una traducció més completa la va publicar Hans Gustav Güterbock el 1934, però la seva interpretació fou considerada pseudoepigràfica i en part fictícia, però modernament diversos erudits, seguint a Samuel Kramer, s'han mostrat disposat a donar-li crèdit